# Sémantème
Sémantème  est un terme utilisé par certains linguistes pour représenter :
- selon Charles Bally, un signe exprimant une idée « purement lexicale », à l'exclusion des « signes grammaticaux », et susceptible de revêtir des formes variées. Exemple: le radical lup-, le mot simple loup, le mot composé loup-garou ou l'expression faim de loup renvoient tous à l'idée de loup ;
- selon Bernard Pottier, un des éléments composants (groupements de sèmes) à l'intérieur du sémème. Pottier distingue trois types de groupements possibles : le classème (sèmes génériques), le virtuème (sèmes occasionnels) et le sémantème (sèmes spécifiques de l'unité considérée, permettant de distinguer dans tous les cas l'unité considérée des autres termes relevant du même paradigme).